# Sean Fitzpatrick
Sean Brian Thomas Fitzpatrick (4. června 1963 Auckland) je bývalý novozélandský ragbista, který hrál na pozici mlynáře. V roce 1999 byl jmenován časopisem World Rugby nejlepším mlynářem století. V roce 2014 byl jmenován do Síně slávy světového rugby. V roce 1997 obdržel Novozélandský řád za zásluhy.
S novozélandskou reprezentací se stal na MS 1987 mistrem světa, o čtyři roky později skončil třetí a na MS 1995 se stali poraženými finalisty. Také se stal vítězem Tri Nations v roce 1996 a 1997. Od roku 1992 do konce své reprezentační kariéry (1997) byl kapitánem Nového Zélandu. Připsal si 92 startů a 55 bodů.
Klubovou kariéru strávil od roku 1986 do roku 1997 v Aucklandu, s kterým vyhrál osmkrát novozélandskou ligu (1987-1990, 1993-1996) a dvakrát Super Rugby (1996, 1997).